# Ліфшиц Володимир Олександрович
Володи́мир Олекса́ндрович Лі́фшиц (нар. 5 листопада 1913, Харків — 9 жовтня 1978, Москва) — російський поет, драматург. Батько поета і літературознавця Льва Лосєва. Член Спілки письменників Росії.

## Життєпис
Народився 5 листопада 1913 року в Харкові. Закінчив Ленінградський фінансово-економічний інститут (1932, нині Санкт-Петербурзький державний університет економіки і фінансів). Учасник німецько-радянської війни.

## Доробок
Автор текстів пісень до фільмів:
- «Морський мисливець» (1954)
- «Самогонники» (1961)

## Нагороди
Нагороджений орденом Вітчизняної війни, медалями.